# Universidad Carlo Cattaneo
La Universidad Carlo Cattaneo, conocida por las siglas LIUC, es una universidad privada italiana fundada en Castellanza en 1991. Su nombre rinde homenaje al filósofo Carlo Cattaneo.

## Historia
En 1991 se fundó en Castellanza el Libero Istituto Universitario Carlo Cattaneo (LIUC)  por iniciativa de la Unión de empresarios de Varese  y en especial por el empuje de Antonio Bulgheroni, Flavio Sottrici y Marco Vitale   La organización empresarial fundadora era integrante de Confindustria e involucró a más de trescientos empresarios.  En 1989, dos años antes de su fundación, el Instituto estableció su propio comité científico.  En 2018 se suprimió la carrera de Derecho.

## Estructura
La universidad se extiende sobre una superficie cubierta de 68 000 m² en los edificios de la antigua fábrica de algodón Cantoni. Dispone además de un parque de aproximadamente 26.000 m², dentro del cual se encuentra la conocida como Villa Jucker . El proyecto de recuperación del polígono industrial, abandonado en 1988 y próximo al río Olona, fue obra del arquitecto Aldo Rossi.  La universidad tiene su propia escuela de negocios  y tiene un único departamento: Gestión Integrada de Empresas..

### Biblioteca
La biblioteca universitaria "Mario Rostoni", fundada en 1991, está especializada en economía, gestión empresarial, derecho e ingeniería. En 2017 contaba con aproximadamente 115.000 volúmenes y 6.000 publicaciones periódicas, muchas de las cuales están en formato electrónico.

## Rectores
- Camilo Bussolati (1991-1996)
- Alejandro Sinatra (1996-1999)
- Francisco Silva (1999-2001)
- Gianfranco Rebora (2001-2007)
- Andrea Taroni (2007-2011)
- Valter Lazzari (2011-2015)
- Federico Visconti (desde 2015)